# Classe Ouranos
La classe Ouranos  est une classe de navire citerne côtier de la marine grecque.

## Navires
| Pennant No. | Bateau           | Nom      | Constructeur      | Commission       | Status     |
| ----------- | ---------------- | -------- | ----------------- | ---------------- | ---------- |
| A 416       | Ouranos Ουρανός  | Uranus   | Salamis shipyards | 29 January 1977  | En service |
| A 417       | Hyperion Υπερίων | Hyperion | Salamis shipyards | 27 February 1977 | En service |